# Las Piedras (Uruguay)
Pour les articles homonymes, voir Las Piedras.
Las Piedras est une ville, siège d'une municipalité, située dans le département de Canelones dans le sud de l'Uruguay faisant partie de la Métropole de Montevideo, la capitale de l’Uruguay.
Ville fondée en 1744, elle fut le théâtre d'une célèbre bataille à laquelle son nom est attaché et qui scella les débuts de l'indépendance de l'Uruguay. Elle fut la première ville du pays à être reliée par le chemin de fer  à Montevideo  en 1869, puis inaugura un hippodrome en 1937, posant les bases de son développement urbain. Nichée au cœur d'un vignoble de qualité aux portes de la capitale, Las  Piedras est la capitale uruguayenne de la vitiviniculture, alliant l'économie viticole (siège national de la viticulture, institut national d'œnologie, école supérieure de la vigne) et la culture où elle abrite un musée consacré à la vigne.
Las Piedras, cité historique et résidentielle, compte 62 247 habitants selon le recensement de 2011, ce qui la place au septième rang des villes uruguayennes. Elle est la troisième ville par sa population dans l'Aire métropolitaine de Montevideo dont elle forme le "corridor nord" au sein d'une conurbation urbaine de plus de 110 000 habitants.

## Géographie

Situation de Las Piedras sur la carte géographique du département de Canelones.

La ville est localisée au sud-ouest du département de Canelones qui est le plus peuplé de l'Uruguay, après celui de Montevideo.
Elle est située à un peu plus de 20 kilomètres au nord-est de la capitale nationale  Montevideo par la Route 5 et par la voie ferrée et à 25 kilomètres au sud de la capitale administrative Canelones par la Route 1 et par la voie ferrée. Elle est de plus située à 34 kilomètres au nord-ouest de Ciudad de la Costa où se trouve l'Aéroport international de Carrasco et à 36 kilomètres à l'ouest de Pando par la Route 101, une des principales vllles de la Région Métropolitaine de Montevideo.
La cité est établie au milieu d'une zone de coteaux plantée de vignes sur des hauteurs moyennes s'élevant à 80 mètres et s'est développée sur les deux rives de l'arroyo Las Piedras, qui la met en limite du département de Montevideo.
Elle forme une conurbation urbaine avec les villes voisines de La Paz et de Progreso appartenant entièrement à l'Aire métropolitaine de Montevideo dans sa partie sud-est. Par les axes de communication modernisés avec la capitale, elle fait partie du Corridor nord de la métropole de Montevideo.

## Histoire

### 1744: origines de la ville
La cité de Las Piedras fut fondée en 1744 par des colons d'origine espagnole.
Le premier nom de l'actuelle ville fut San Isidro Labrador de Las Piedras. Son nom provient des pierres (en espagnol: piedras) à l'origine du gué qui permettait le franchissement de l'arroyo homonyme pour  les charrettes et les  diligences en transit jusqu'à et depuis Montevideo.
Mais ce n'est qu'entre 1780 et 1795 que furent édifiées autour d'une place centrale les 49 premières maisons (en espagnol : manzanas) selon les bases d'un futur plan urbain en damier. Ce tracé urbanistique fut achevé en 1838 par l'architecte  Carlos Zucchi Emiliano-Romañense dont la réputation s'étendait depuis les rives du Río de la Plata jusqu'au Brésil.

### Las Piedras et les débuts de l'indépendance de l'Uruguay
Dans le centre de la ville est érigé en mai 1911 l' Obélisque de Las Piedras qui commémore une des victoires les plus importantes du général José Gervasio Artigas sur les troupes espagnoles.

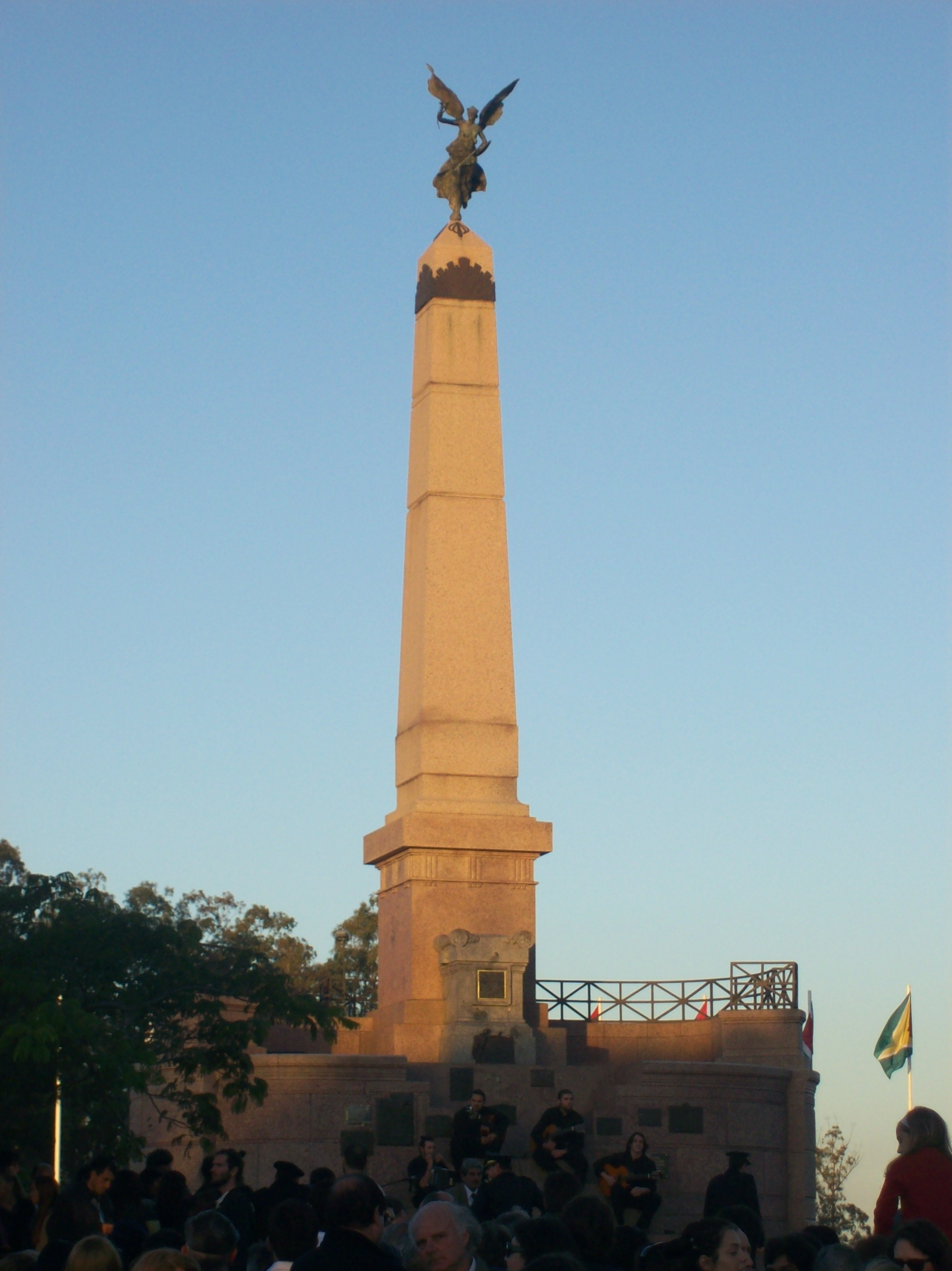
L'Obélisquede Las Piedras a été inauguré sur la place centrale de la ville le 25 mai 1911.

La ville est dès lors célèbre en Uruguay pour son passé historique lié à la guerre d'indépendance contre le colonisateur espagnol. La Bataille de Las Piedras fut livrée le 18 mai 1811 lors de la guerre d'indépendance de l'Uruguay, alors appelée la Banda Oriental, pour se libérer de l'emprise de l'empire colonial espagnol.

Ce fut la première victoire importante des forces indépendantistes menées par le général José Gervasio Artigas contre les Espagnols. La bataille eut lieu à San Isidro de Las Piedras, dans la périphérie de Montevideo : Artigas à la tête d'une armée de 1 000 hommes y défit les 1 230 soldats de Posadas. À l'issue de la bataille, 200 de ces derniers rallièrent les troupes orientales.

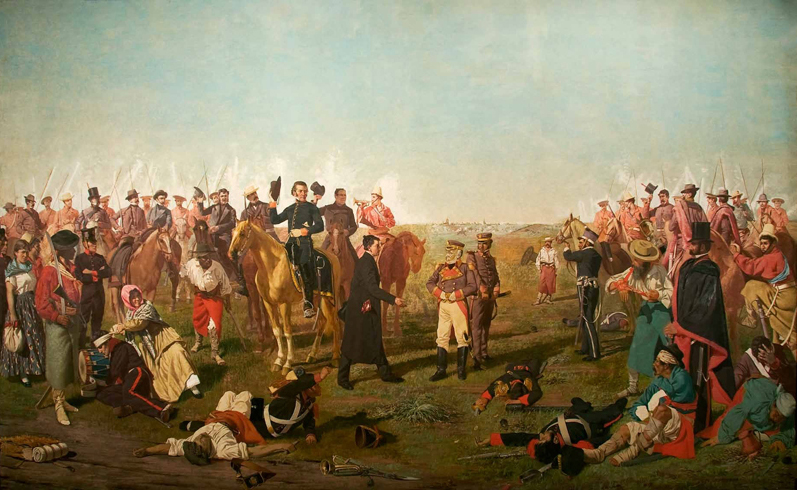
La célèbre Bataille de Las Piedras représentée dans une peinture du Musée historique de la ville.

### Las Piedras à partir de la seconde moitié duXIXesiècle
Le chemin de fer arriva à Las Piedras en 1869, avec l'édification d'une gare ferroviaire reliant la cité à Montevideo et jetant les bases de son développement urbain futur. Elle fut en effet la première ville de l'Uruguay à être reliée par une voie ferrée à la capitale du pays par un premier tronçon de 17 kilomètres. Depuis Las Piedras, 
cette première ligne ferroviaire fut poursuivie vers la capitale départementale Canelones et inaugurée en 1872, puis elle fut poursuivie jusqu'à  Durazno en 1874 et à Rivera en 1891.

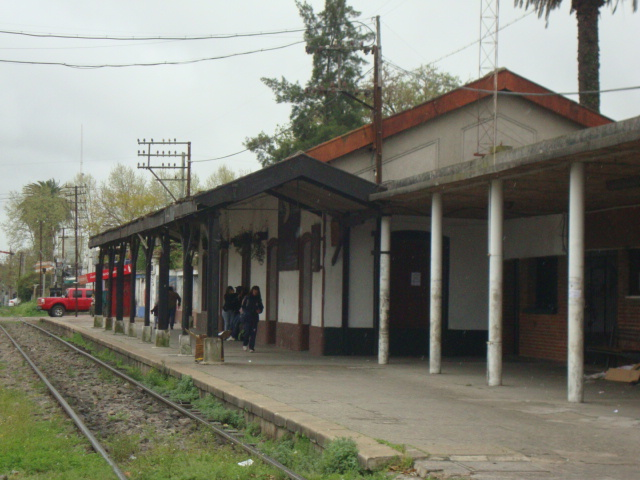
Las Piedras fut la première ville d'Uruguay à être reliée par une voie ferrée à la capitale en 1869.

Un presbytère fut établi originellement vers 1782 sous une forme modeste mais l' église paroissiale San Isidore Labrador ne fut érigée au cœur de la ville, au milieu d'une place, qu'en 1868 par des architectes de Catalogne dans le style florentin et achevée en 1890 où furent mis en place cinq campaniles en provenance d'Udine en Italie.

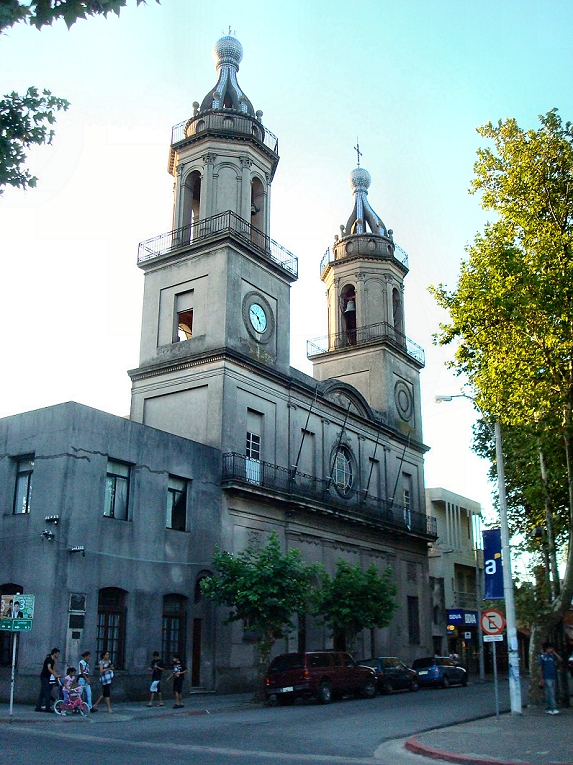
l'église paroissialeSan Isidro Labrador de Las Piedras fut édifiée en 1868.

### Las Piedras auXXesiècle

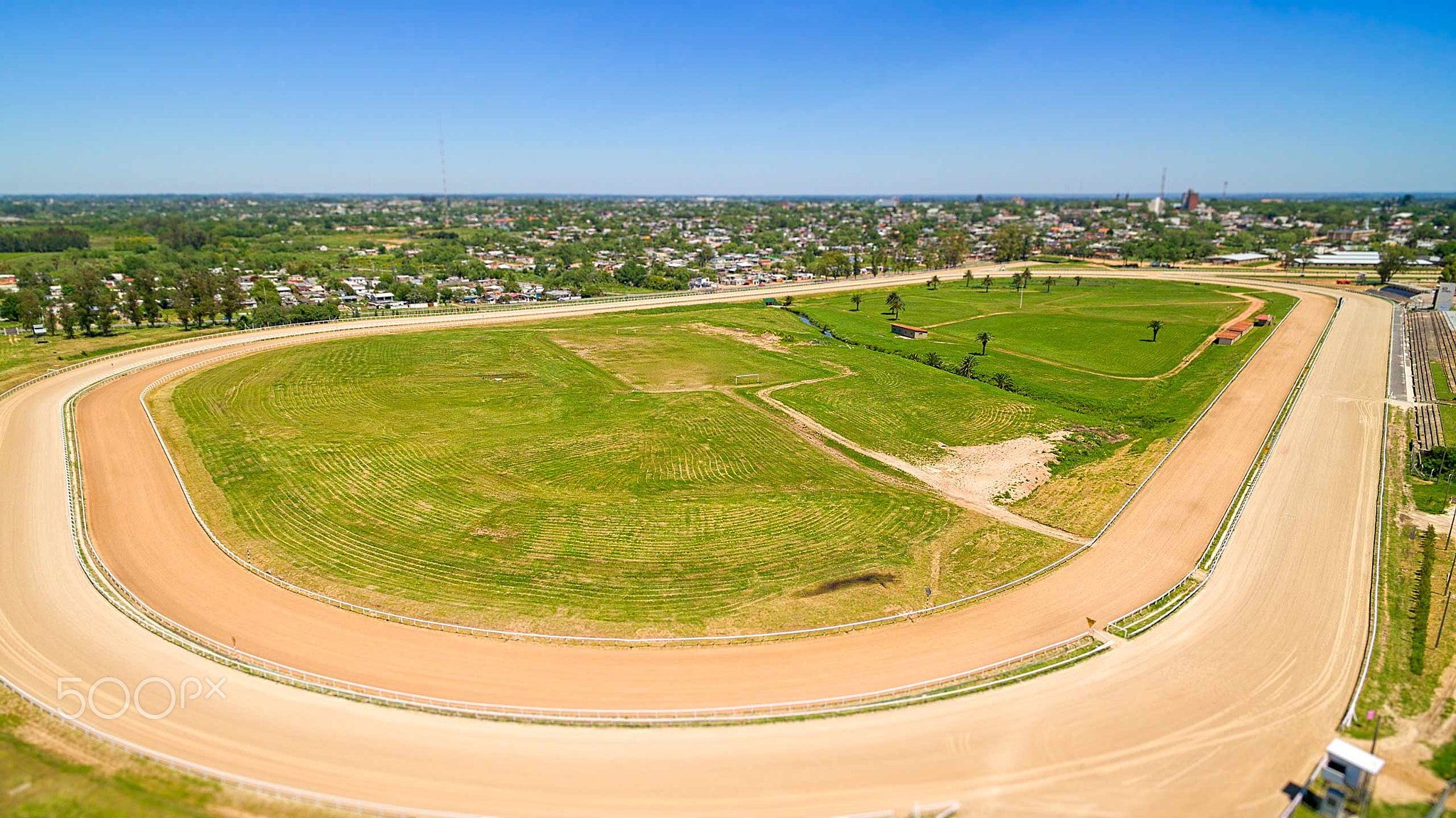
L'hippodrome de Las Piedras a été inauguré en 1937.

Elle reçut le statut de "ville" (en espagnol: "Ciudad") le 15 mai 1925 par un décret de la Loi No 7.837.
En novembre 1937 fut inauguré l'Hippodrome de Las Piedras qui s'étend aujourd'hui sur un terrain de 16 hectares et est devenu le deuxième de l'Uruguay autant que pour la longueur de sa piste. En 1996, il a été  déclaré Monument historique et participe considérablement à l'animation sportive, culturelle et touristique de la ville.

## Population

### Données d'ensemble
La population de Las Piedras s'élève à 71 258 habitants en 2011, ce qui en fait la cinquième ville de l'Uruguay après Montevideo, Ciudad de la Costa, Salto et Paysandú.
Au sein de la l'Aire métropolitaine de Montevideo, elle se situe au troisième rang urbain mais elle vient au second rang avec sa conurbation qui inclut  La Paz et  Progreso devançant Ciudad de la Costa avec plus de 115 000 habitants.

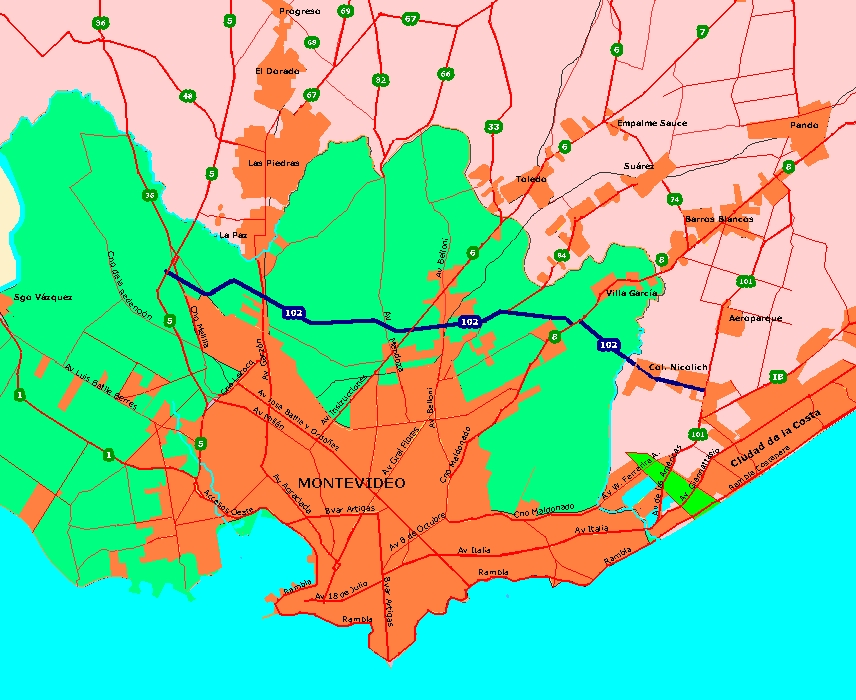
Carte de l'Aire métropolitaine de Montevideo où la conurbationde de Las Piedras y forme le corridor nord.

### Tableau  démographique
| Année | Population |
| ----- | ---------- |
| 1908  | 8 109      |
| 1963  | 41 921     |
| 1975  | 53 331     |
| 1985  | 58 283     |
| 1996  | 66 584     |
| 2004  | 69 222     |
| 2011  | 71 258     |

Référence,:

## Morphologie urbaine

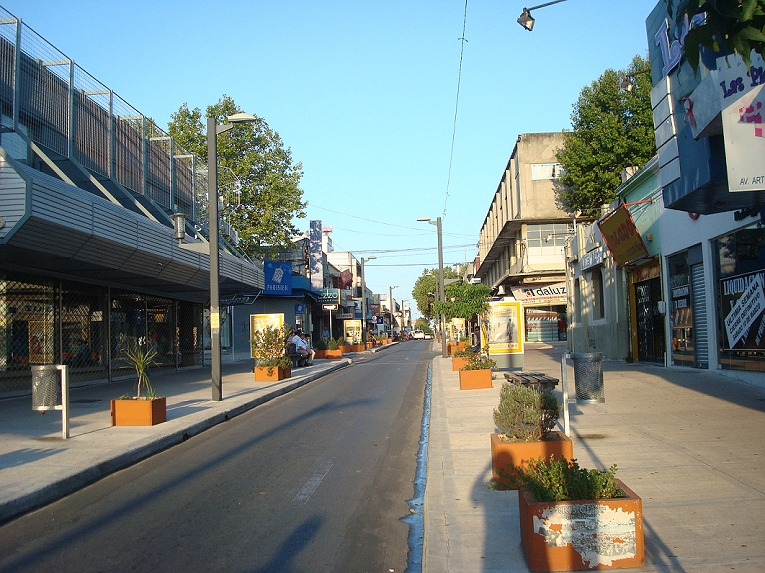
Avenue Artigas, une des principales artères de la vlle.

La ville de Las Piedras est organisée comme la plupart des villes uruguayennes selon un plan en damier où les rues droites se croisent à angle droit et où de nombreux places et parcs urbains y sont aménagés.
En raison de l'importante extension de la ville, la municipalité de Las  Piedras comprend à la fois des zones urbanisées, suburbaines et rurales.
Certains de ses quartiers  urbanisés qui constituent la ville représentent le coeur névralgique de la vie urbaine  de Las Piedras. Le quartier central ou centre-ville (el Barrio Centro) est le cœur historique qui abrite la cathédrale tandis que dans le quartier de l'Obélisque se trouvent le site historique de la célèbre bataille de Las Piedras, le centre commercial moderne de Las Piedras Shopping et l'hippodrome (el Barrio Obelisco).
Autour des quartiers centraux de la ville se sont greffés progressivement des quartiers périphériques contemporains dont Pueblo Nuevo, Barrio Campisteguy, Barrio Laures, Barrio Herten, Villa Juanita, Pilarica, Barrio Lenzi, Razetti, Santa Rita, Santa Isabel et Barrio 19 de Abril.
La ville s'est étendue selon un axe nord-sud en suivant les axes routiers principaux qui la relient à la capitale et à Canelones.
- La Route 5: Par le passé, son tracé traversait la ville du sud au nord, actuellement le nouveau tracé - qui de plus correspond à une double voie - passe tangenciellement à la ville accédant à la Route 48. La route 5 connecte  Las Piedras à la Route 102 (ceinture périphérique), à Montevideo par la route 1  et à Canelones et le nord du pays.
- La Route 48 : Elle sert d'accès à  la ville depuis la route 5.
- La Route 67 : Cette route dessert la zone nord de la ville, face au Pôle Technologique Canario, et la connecte à la ville voisine de Sauce[14].

## Économie
Faisant partie de l'Aire métropolitaine de Montevideo, Las Piedras s'est beaucoup développée au point d'être aujourd'hui une ville dortoir (en espagnol:  "ciudad dormitorio"). Un grand nombre de ses habitants étudient ou travaillent dans la capitale mais vivent à Las Piedras. Pourtant, la ville a une relation étroite avec la vitiviniculture, l'agriculture et l'hippisme, qui constituent une notable partie de son activité économique. La vigne constitue un secteur important de l'économie de la ville avec de nombreux producteurs de vins et des cavistes regroupés sous l'Institut national de la vitiviniculture INAVI.

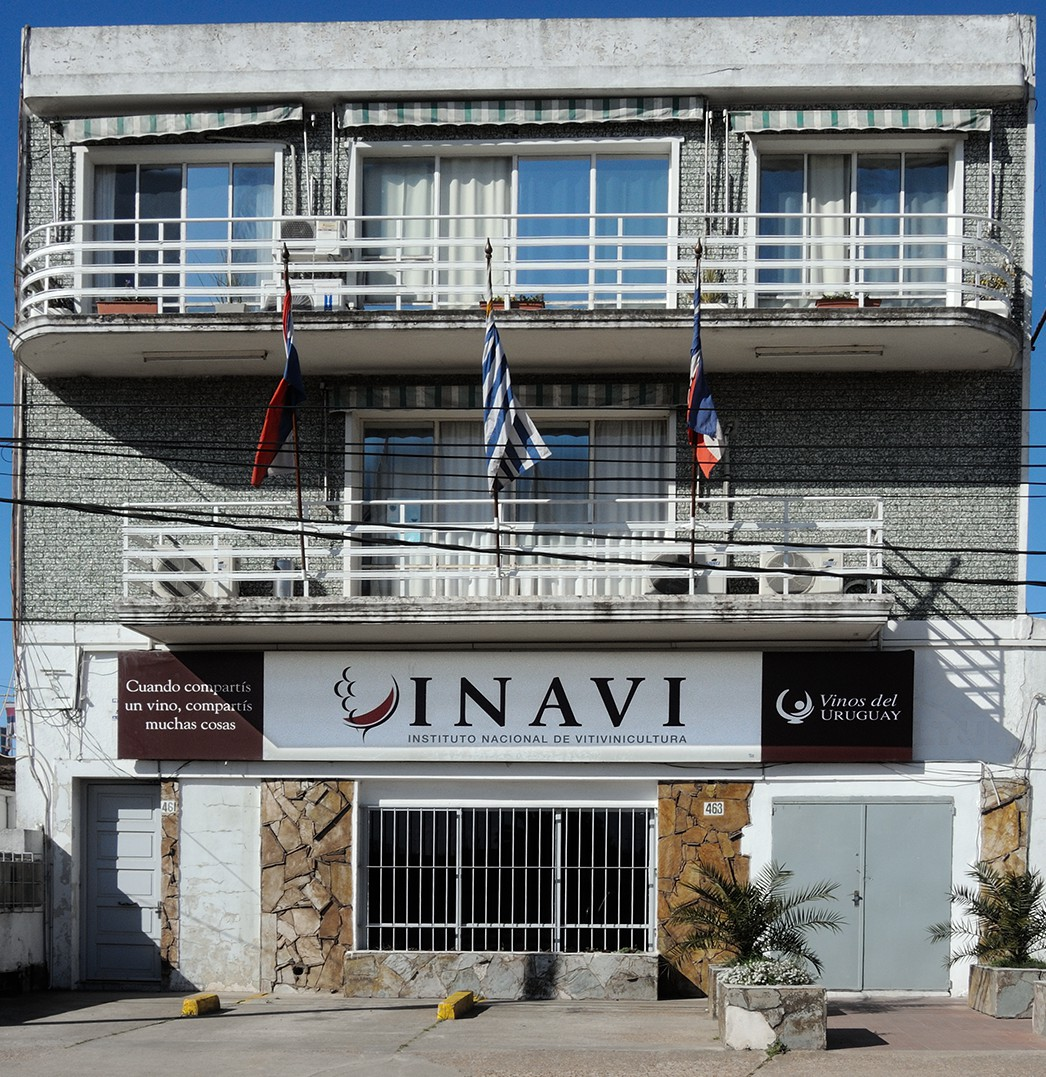
L'Institut National de la Vitiviniculture à Las Piedras.

Ces activités sont complétées par d'importantes entreprises industrielles et des centres de services implantés dans la municipalité.
Depuis 2008 a commencé à se développer dans la ville le "Parque Tecnológico Canario". Ce projet concerne en la réalisation d'un pôle agro-alimentaire qui inclut une zone industrielle et un parc d'exposition, tournés vers  la production, la commercialisation, la recherche et le développement du secteur des IAA. La zone industrielle s'est développée sur l'ancien site industriel de l'ex frigorifique Comargen. Les entreprises déjà  installées ont des activités variées (abattoirs, production de plats cuisinés, charcuterie industrielle, conserverie de fruits et légumes, fabrication de liqueurs, coopérative apicole) ainsi qu'une unité agro-biologique de production  de détergents à base d'acide citrique.
Le parc des expositions se trouve  sur l'ancien site des entrepôts frigorifiques, s'étendant sur une surface de 100 000 m2, et a été inauguré en octobre 2008 par le Président de la Repúblique Dr. Tabaré Vázquez. Des évènements à caractère national et international y sont presentés

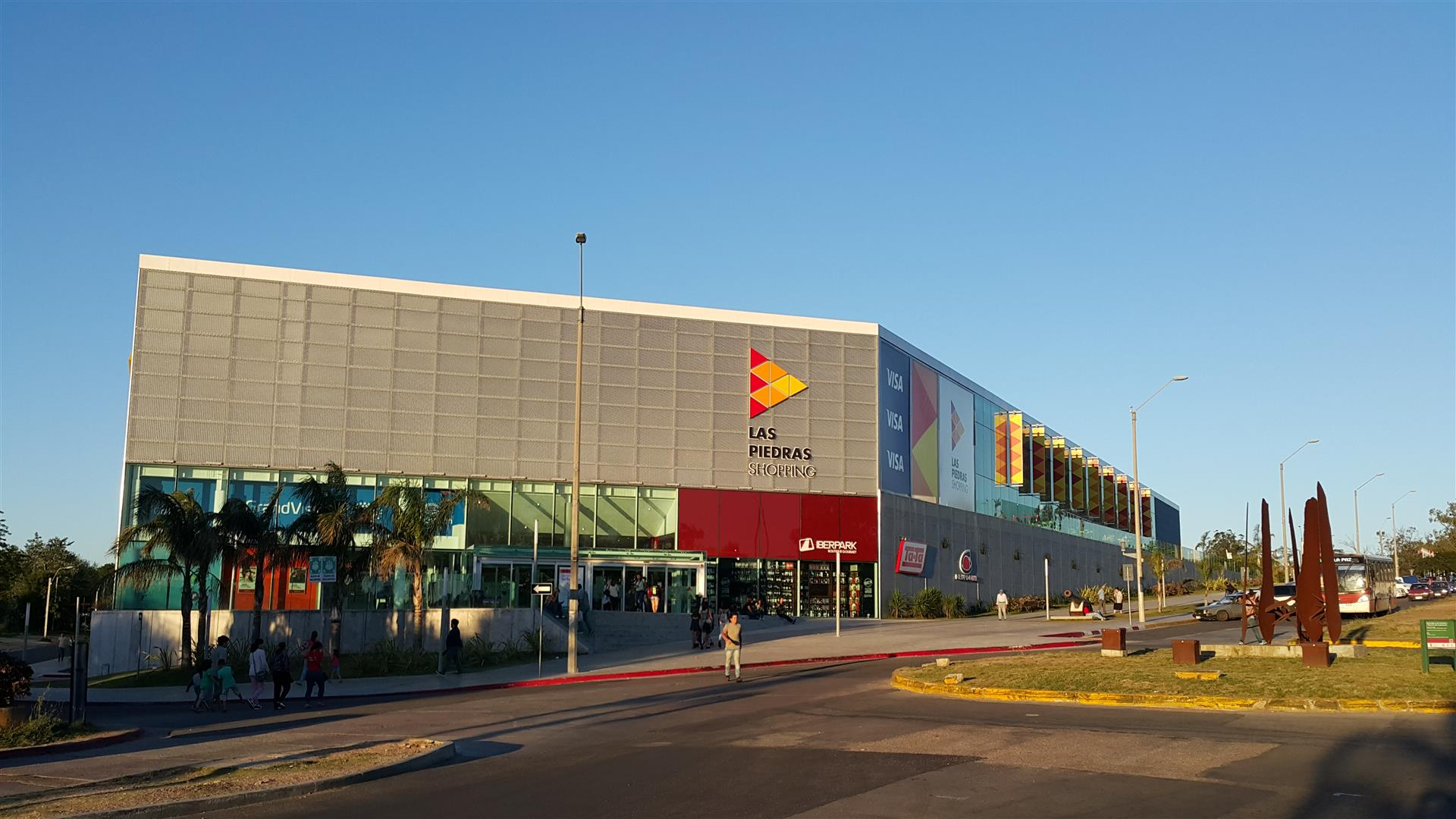
Le centre commercial Las Piedras Shopping.

Depuis le mois de mai 2017, la ville de Las Piedras dispose d'un centre comercial moderne dénommé "Las Piedras Shopping", situé sur le Boulevard du Bicentenaire entre le stade de Juventud Las Piedras, l'Obélisque, le Parque Artigas et l'Hippodrome.

## Services urbains

### Services de la Santé

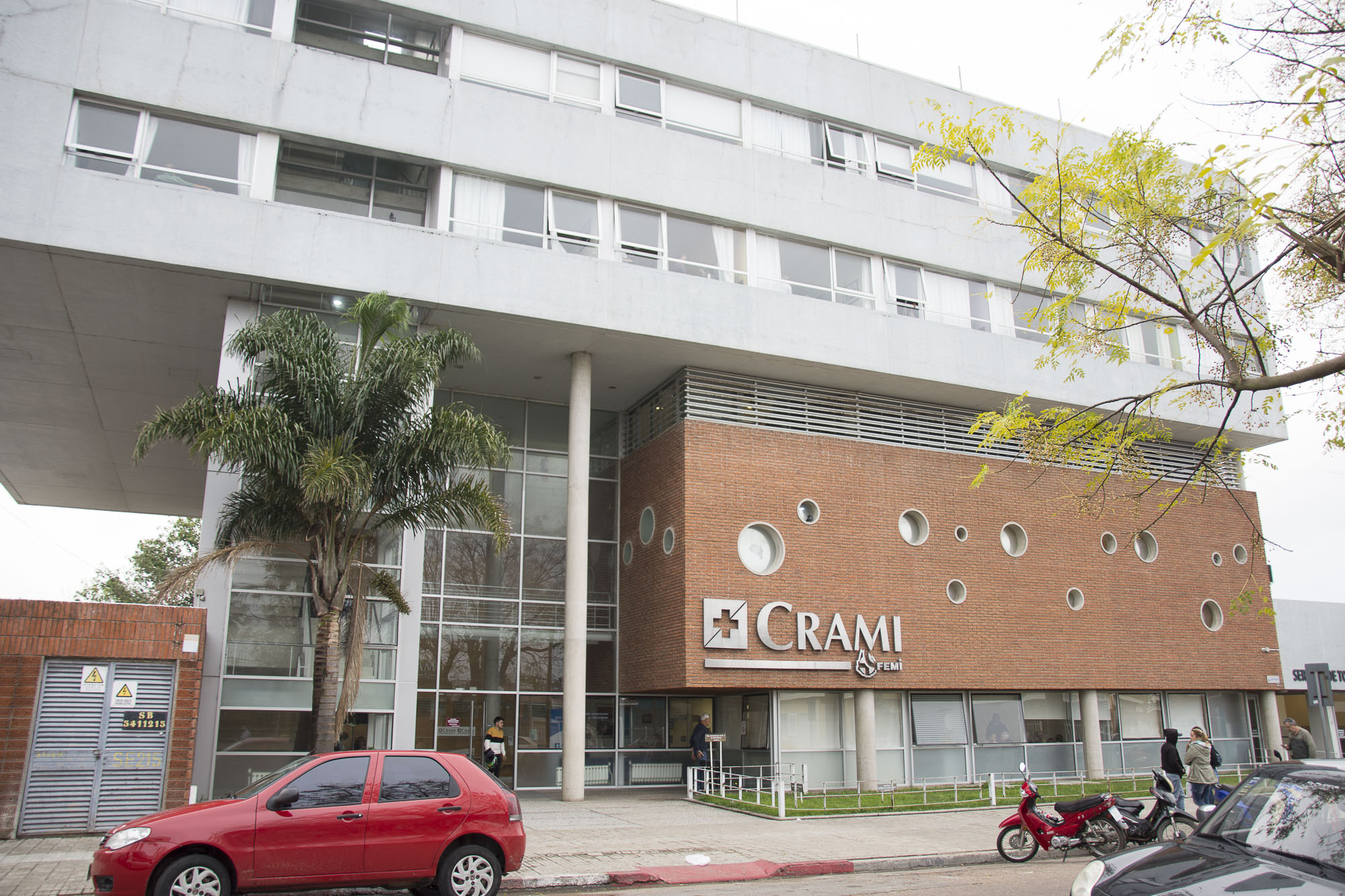
Le sanatorium de Las Piedras.

Las Piedras dispose d'un hôpital dépendant du Ministère de la Santé Publique de l'Uruguay (en espagnol : Ministerio de Salud Pública de Uruguay), l'hôpital «Dr. Alfonso Espínola», que offre les services de santé de la sphère publique.
Dans le domaine privé, la ville bénéficie de l'implantation d'un important sanatorium de l'institution CRAMI (Cooperativa Regional de Asistencia Médica Integral), inauguré en 2010.

### Éducation

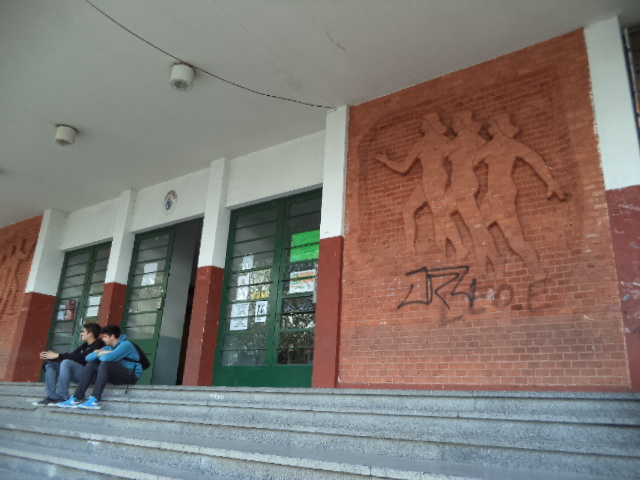
Le Lycée Manuel Rosé de Las Piedras.

Las Piedras compte de nombreuses écoles publiques et six lycées publics, dont le "Liceo Manuel Rosé", déclaré Monument Historique National (Resolución Presidencial N.º 271/005) en 2005 pour les œuvres qu'il héberge.

## Tourisme
Bien qu'étant très proche de la capitale, la ville de Las Piedras s'est ouverte au tourisme en exploitant les ressources de son patrimoine urbain varié et original. La présence du deuxième  hippodrome du pays, la situation de la ville au coeur du plus grand vignoble en Uruguay et son héritage historique sont les bases de son développement
touristique.
- L'Hippodrome de Las Piedras

Cet hippodrome est la deuxième piste de course la plus importante en Uruguay et fut inauguré en 1937. Pendant de très nombreuses années, il constitua une importante source d'activité économique de la ville. En 1996, il a été déclaré Monument Historique National. L'hippodrome s'étend sur  une superficie de 16 hectares, dispose de deux pistes, de deux larges tribunes attenant à un vaste hall d'accueil et de billetteries. Depuis les tribunes, les touristes peuvent  accéder à  un restaurant dont les murs ont été décorés par l'artiste Gonzalo Fonseca.
- Le Musée du Vin et de la Vigne

La ville de Las Piedras est située au cœur du plus important vignoble en Uruguay où le département  de Canelones produit 65 % de la production viticole du pays. De ce fait, la ville qui est un gros centre vinicole avec ses nombreuses caves (espagnol: bodegas) dispose d'un musée consacré au vin et à la vigne (en espagnol : Museo de la Uva y el Vino). Ce musée retrace l'histoire et la culture du vin de la région depuis le XVIIIè siècle et un sentier de découverte œnologique, la Route du vin, y a été aménagé.
- Le Parc Artigas de Las  Piedras

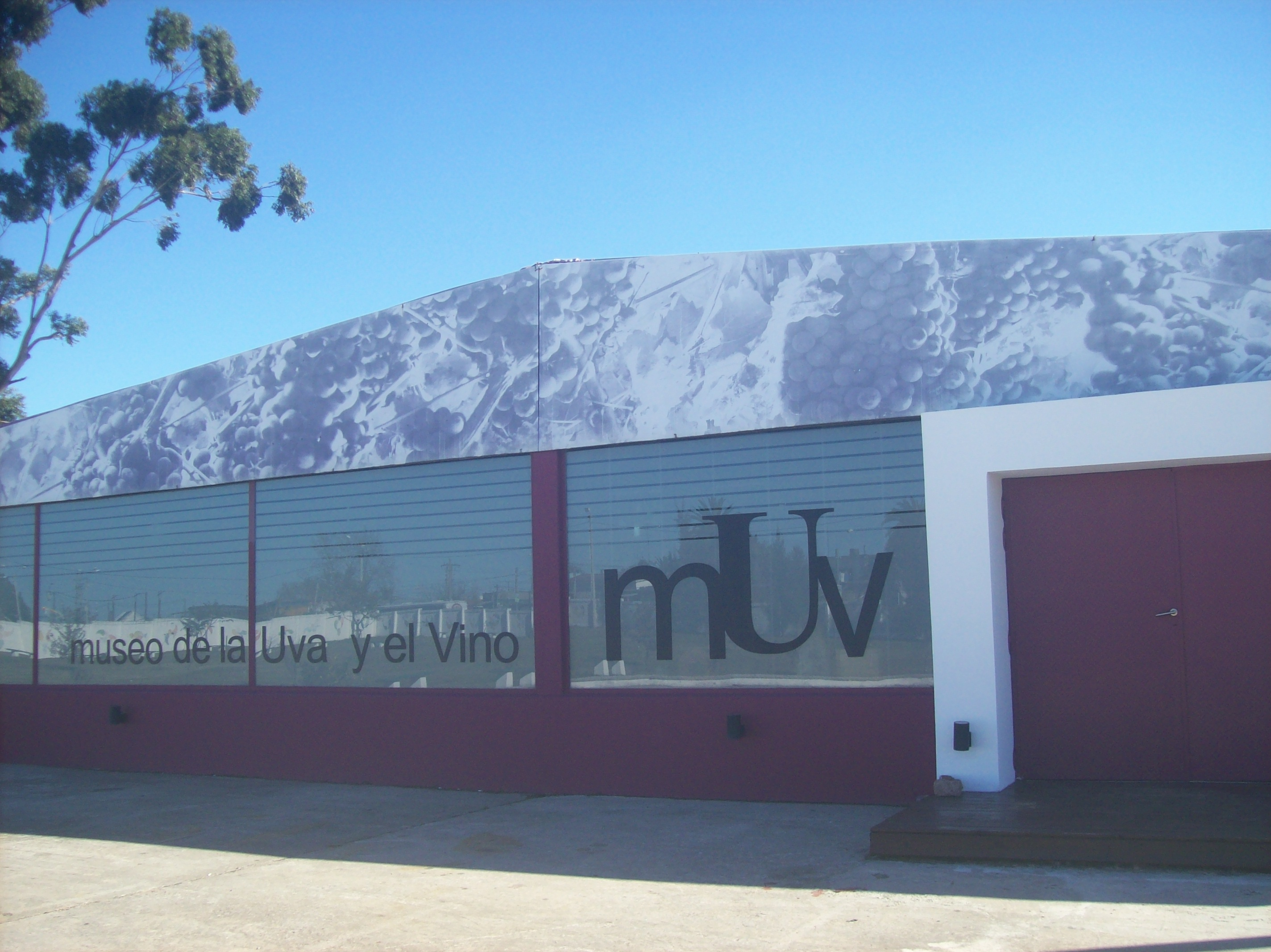
le Musée du Vin et de la Vigne de Las Piedras.

Il s'agit d'un musée à ciel ouvert aménagé sur le site historique de la fameuse Bataille de Las Piedras où a été érigé l'Obélisque de Las  Piedras d'une hauteur de 12 mètres. C'est une partie du patrimoine de la ville qui a été déclaré Monument Historique National en 2013.
- Le Musée Julio Sosa

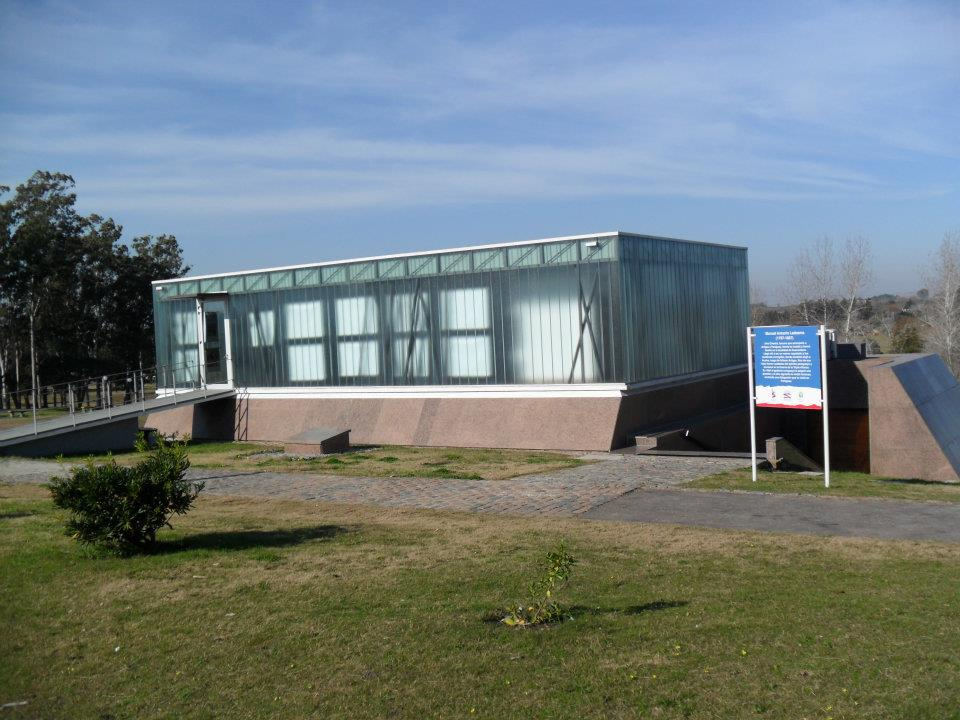
Le Pavillon du Bicentenaire dans le Parque Artigas.

Un autre centre d'intérêt à la fois culturel et touristique a été ouvert à Las Piedras en un musée et centre culturel consacré à la découverte et l'histoire du tango rendant hommage au chanteur Julio Sosa, natif de Las Piedras. Le Musée Julio Sosa situé en ville est inscrit sur la liste du patrlmoine mondial culturel de l'UNESCO depuis 2009.

## Gouvernement
Le maire (alcalde) de la ville est Wilfredo R. Guadalupe (Front large).

## Galerie d'images

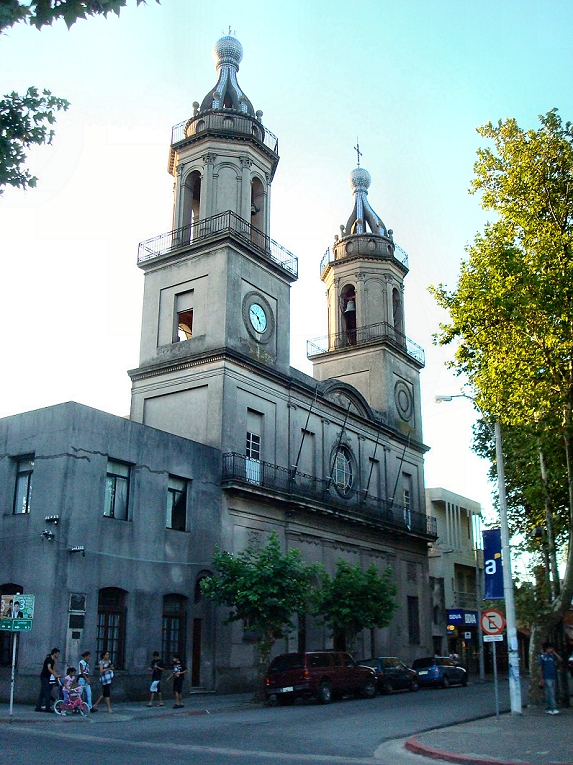
San Isidro, Las Piedras
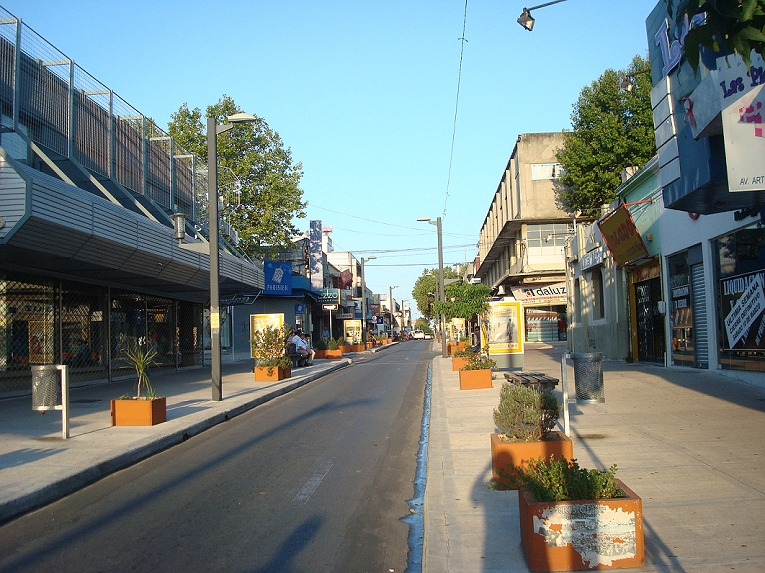
Avenue G. Artigas
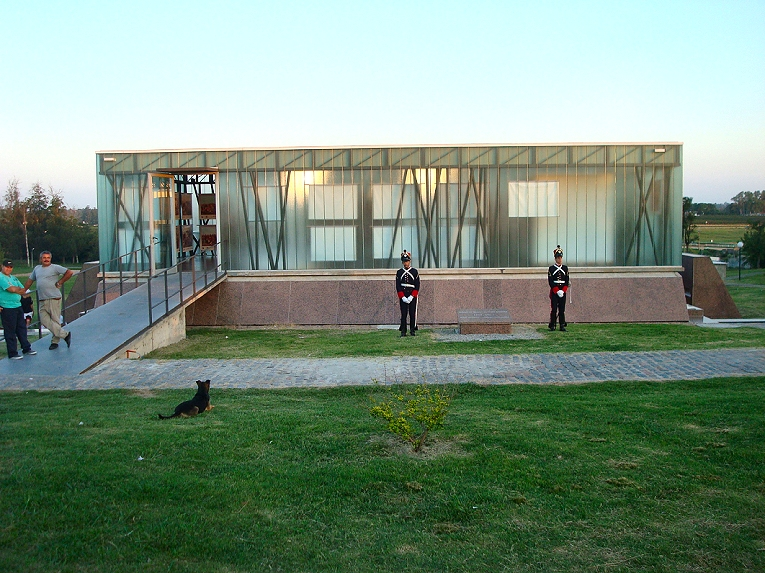
Pabellón del Bicentenario, Parque Artigas
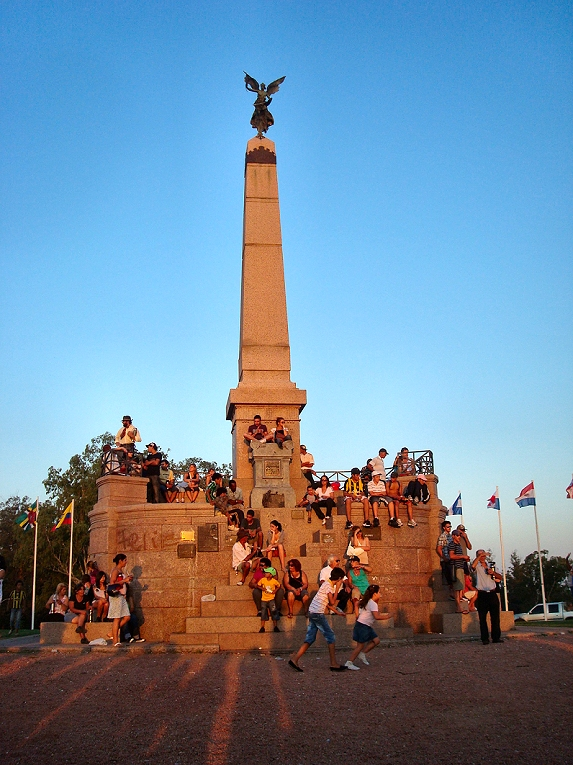
L'Obélisque de Las Piedras dans le Parque Artigas